# Alfred Zacharzowski
Błażej Alfred Zacharzowski SDS (ur. 3 lutego 1867 w Sudole koło Raciborza, zm. 1 maja 1911 w Trzebini) – polski duchowny katolicki, salwatorianin, współzałożyciel i przełożony pierwszego domu salwatoriańskiego na ziemiach polskich.
Był synem Józefa z zawodu tkacza i Julianny z domu Prabas. Od 1873 uczęszczał do szkoły elementarnej w rodzinnej wsi, po jej ukończeniu w 1881 pomagał rodzicom. W wieku 17 lat przeniósł się do Raciborza, gdzie zdobywał przygotowanie do zawodu murarza. Słaby stan zdrowia uchronił go od powołania do służby wojskowej. Pracował sezonowo jako murarz w Niemczech m.in. w Düsseldorfie w firmie Klemensa Mühlenkampa. Tam na przełomie lat 80. i 90. XIX w. za pośrednictwem prasy zapoznał się z działalnością salwatorianów.
25 września 1891 w Rzymie wstąpił do zgromadzenia salwatorianów. Kształcił się początkowo w Tivoli, we wrześniu 1894 rozpoczął nowicjat. Studia filozoficzne i teologiczne odbywał w Rzymie, potem w S. Maria della Scala koło Noto na Sycylii. Biskup Noto Giovanni Blandini udzielił mu święceń kapłańskich 29 lipca 1900. Mszę prymicyjną Zacharzowski odprawił 15 sierpnia 1900 w rodzinnym Sudole, gdzie kilkanaście lat wcześniej ustanowiona została samodzielna parafia.
We wrześniu 1900 Zacharzowski wyjechał do Krakowa, gdzie wraz ze współbraćmi ks. Honoriuszem Buglem SDS i ks. Cezarym Wojciechowskim SDS wspierał w pracy duszpasterskiej miejscowych duchownych. Dla poznania środowiska oraz zgłębienia języka literackiego uczęszczał na wykłady uniwersyteckie. Księża wyjeżdżali też często jako duszpasterze na Śląsk. 
1 lipca 1903 otwarty został w Trzebini pierwszy dom salwatoriański na ziemiach polskich. Alfred Zacharzowski został jego przełożonym; cieszył się sławą jako spowiednik i ojciec duchowny, znany był z ascetycznego trybu życia, nieustannie pozyskiwał dla zgromadzenia ofiarodawców oraz współpracowników. Zmarł 1 maja 1911 w Trzebini w opinii świętości, pochowany został na miejscowym cmentarzu.